# 1710年博彩法令
《1710年博彩法令》（英語：Gaming Act 1710；9 Ann c 19）是大不列顛國會的一項法令。
該法令在很大程度上被《1968年博彩法令》取代。
整部法令由《2005年賭博法令》第356(3)(a)及(4)條 （页面存档备份，存于）以及附表17 （页面存档备份，存于）廢除。

## 第1條
因《2005年賭博法令》第334(1)(a)條 （页面存档备份，存于），本條終止有效。

## 外部連結
- 1710年博彩法令的當今生效版本（包括所有修訂）（官方文本由英國成文法資料庫提供）